# Бур Шарант
Бур Шарант (фр. Bourg-Charente) насеље је и општина у западној Француској у региону Поату-Шарант, у департману Шарант која припада префектури Коњак.
По подацима из 2005. године у општини је живело 710 становника, а густина насељености је износила 59 становника/km². Општина се простире на површини од 12,02 km². Налази се на средњој надморској висини од 12 метара (максималној 55 m, а минималној 6 m).

## Демографија
| 1962. | 1968. | 1975. | 1982. | 1990. | 1999. | 2011. |
| ----- | ----- | ----- | ----- | ----- | ----- | ----- |
| 664   | 698   | 708   | 739   | 722   | 753   | 787   |

График промене броја становника у току последњих година